# Шмотова, Марина Анатольевна
Марина Анатольевна Шмотова (19 апреля 1959, г. Иркутск) — советский и  российский композитор.

## Биография
Родилась в Иркутске в семье геолога А.П. Шмотова.  Окончила Иркутское Училище Искусств по классу фортепиано у В.А. Бойченко.
В 1985 г. окончила Музыкально-педагогический институт им. Гнесиных — класс композиции (профессор Н.И. Пейко). Там же совершенствовалась в аспирантуре у композитора С.С. Беринского.
Член Союза Композиторов с 1990 г., член Союза Театральных деятелей с 1999 г.
Продюсер «Музыкального клуба Сергея Беринского» (в 1990-1998 гг. — координатор проекта, с 1998 г. — руководитель).

## Творчество
Автор камерных и симфонических произведений,  музыки для русских народных инструментов, хоровых и вокальных сочинений на тексты А.А. Ахматовой, М.И. Цветаевой, В.В. Набокова, Д.И. Хармса, И.С. Холина и др. Музыки к спектаклям и документальным фильмам,

### Избранные музыкальные произведения
- «Stabat Mater» молитва для высокого голоса, трубы, ударных, органа и альта (1991)
- «Видения». Три поэмы для симфонического оркестра: «Элегия», «Скерцо», «Хорал» (1991. 2-я редакция 2021г.)
- «Баллады Белого моря» для двух флейт и валдайского колокольчика (1992)
- «Записки Марии Волконской». Моноопера для сопрано и ансамбля солистов-инструменталистов (1995)
- «Графика» поэма для баяна (1996)
- Двойной концерт для валторны, фортепиано и камерного оркестра в трёх частях (1996)
- «Парадис. Сергею Беринскому» фантазия для двух кларнетов, фортепиано, голоса и тибетского колокола (1998)
- Трио для кларнета, скрипки и фортепиано (2000)
- «Психея» для флейты,трубы, валторны, арфы, ударных, скрипки и виолончели (2003)
- «Комнатная симфония» в пяти частях на стихи И. Холина для голоса, саксофона-альт и фортепиано (2004)
- «Déjà vu»  для струнного квартета (2005)
- «Воздушные замки» концерт для оркестра и фортепиано (2006)
- «Кортеж» поэма для народного оркестра (2007)
- «Странствия» для квартета саксофонов в шести частях (2008–2009)
- «Читаю Ахматову» причитание, песни и песенки на стихи Анны Ахматовой для ансамбля Дмитрия Покровского (2010)
- «Небесный омнибус» для восьми виолончелей  (2013)
- «Гимн» для оркестра русских народных инструментов, терменвокса и органа (2015)
- «Тундра» для квартета саксофонов в пяти картинах (2016)
- «Голоса» для басового владимирского рожка и квартета саксофонов (2017)
- «Синий лёд Байкала» для ансамбля Дмитрия Покровского, альтового саксофона, терменвокса, маримбы, ударных,органа и скрипки (2019)
- «Пейзаж»  для флейты,бас-кларнета,фортепиано, скрипки и виолончели (2019)
- «Остров» для хора (квинтета) владимирских рожков (2021)

### Музыка к театральным постановкам
Автор музыки более чем к 40 спектаклям, поставленным на сцене Московского Областного Камерного Драматического Театра, драматических и музыкальных театрах Москвы, Санкт-Петербурга, Иркутска, Омска, Красноярска, Уфы, Челябинска и др. Сотрудничает с театральными режиссёрами В. Салюком, А. Бабановой, С. Стеблюком, О. Рыбкиным, В. Якуниным, Дм. Красновым и др. Некоторые театральные работы:
- «Кабала святош» М.А. Булгаков (1993)
- «Гроза» А.Н. Островский (1995)
- «Девушка-гусар» мюзикл по пьесе Ф. Кони (1999)
- «Брат Чичиков» Н. Садур по поэме Н.В.Гоголя (2002)
- «Три сестры» А.П. Чехов (2002)
- «Журавлиные перья» К. Дзюндзи, философская сказка (2003)
- «Бесприданница» А.Н. Островский (2003)
- «Вальс энтузиастов» В. Вербин (2004)
- «Тварь» В.О. Семеновский по роману Ф. Сологуба «Мелкий бес» (2004)
- «Шесть персонажей в поисках автора» Л.Пиранделло (2005)
- «Мышеловка» Агата Кристи, детектив (2013)
- «Леонид Андреев. Дни нашей жизни», драма (2016)

### Музыка к кинофильмам
М. Шмотова сотрудничает со студией документального кино «Фишка-фильм» с режиссёром Ириной Васильевой. Избранные работы:
- «Кино кончилось» 52 мин. (2012) — приз жюри Russian Documentary Film Festival in New-York, 2013
- «Открытость бездне Достоевского», 4 фильма по 26 мин., т/к «Культура», (2012)
- «Наплывы. Любовь» 56 мин. (2016) — приз жюри Russian Documentary Film Festival in New-York, 2018
- «Побег души», 2018, 39 мин., (2018) т/к «Культура» — приз им. А.Ф. Лосева на XVI Международном кинофестивале «Покров» (Киев, 2018)
- «Великое чудо Серафима Саровского»  Автор сценария и режиссёр Борис Конухов (Россия,2014)

## Награды и признание
- Лауреат I Международного конкурса по композиции им. Сергея Прокофьева (Москва-Н.Новгород, 1991) .
- Лауреат премии Фонда развития культуры и искусства  Иркутской Области (Иркутск, 1995).
- В 2004 удостоена гранта президента РФ за проект «Молодые композиторы Москве».
- Дипломант II степени Второго Международного конкурса современной музыки "Композитор XXI Века" (Калуга, 2014),
- Лауреат Первого Всероссийского конкурса композиторов AVANTI (Москва, 2018).